# Squalicorax
Squalicorax is een geslacht van uitgestorven haaien uit de orde van de makreelhaaien die leefden in het Krijt. Squalicorax pristodontus met een lengte van vijf meter de grootste soort.

## Beschrijving
Deze haai had driehoekige, afgeplatte tanden met fijn gezaagde kronen. Vooraan in de bek stonden de tanden overeind, maar verder naar achteren bogen deze steeds verder terug.

## Leefwijze
Squalicorax had een lengte van vier tot vijf meter. Zeeschildpadden en middelgrote vissen vormden vermoedelijk de voornaamste prooidieren. Ook voedde deze haai zich met de resten van grote vissen en mariene reptielen, waardoor Squalicorax de naam 'raafhaai' heeft gekregen. Het is verder goed mogelijk dat deze haaiensoort ook dinosauriërs, die de rivier overstaken of er kwamen drinken, aanviel.

## Vondsten
Fossielen van deze haai zijn gevonden in Europa, Noord-Afrika en Noord-Amerika. De fossielen bestaan voornamelijk uit wervels en doornvormige, gekartelde tanden.